# Adama Njie
Adama Njie (* 7. Februar 1978) ist eine ehemalige gambische Leichtathletin.

## Leben
Njie lief die Mittelstrecke über 400 und 800 Meter. Njie nahm für ihr Heimatland dreimal an Olympischen Sommerspielen teil (1996, 2000, 2004).
Ursprünglich war die Teilnahme von Njie an den Olympischen Sommerspielen 2004 in Athen nicht vorgesehen. Eigentlich sollte die Hochspringerin Mama Gassama Gambia vertreten. Nachdem diese bereits nach Athen angereist war, stellte sich jedoch heraus, dass ihre Bestleistung nicht der nötigen Starthöhe entsprach. Für sie wurde Adama Njie kurzfristig nachnominiert. Sie nahm am 800-Meter-Lauf der Frauen teil. Dabei absolvierte sie die Strecke am 20. August 2004 in 2:10,02 Minuten. Sie beendete den Lauf als Letzte und konnte sich damit nicht für die nächste Runde qualifizieren.
2001 stellte sie zwei gambische Landesrekorde auf. Am 12. Mai 2001 lief sie in Bakau (Gambia) 400 Meter in 55,32 Sekunden. Dieser Rekord wurde 2019 von Binta Jallow mit 54,98 Sekunden gebrochen. Am 28. Juni 2001 stellte sie in Lagos (Nigeria) über 800 Meter in 2:05,41 einen weiteren nationalen Rekord auf.

## Bestzeiten
| 400-Meter-Lauf | 55,32 s     | 12. Mai 2001   | Bakau |
| 800-Meter-Lauf | 2:05,14 min | 1. Januar 2003 |       |